# Uczelnie zawodowe w Holandii
Uczelnie zawodowe – uczelnie (nl. hogeschool) niebędące uniwersytetami w Holandii.
- Aeres Groep Christelijke Hogeschool Dronten (Dronten)
- Amsterdamse Hogeschool voor de Kunsten (Amsterdam)
- ArtEZ Hogeschool voor de Kunsten (Arnhem)
- Avans Hogeschool (Breda, 's-Hertogenbosch, Tilburg)
- Christelijke Hogeschool Ede (Ede)
- Christelijke Hogeschool Nederland (Leeuwarden)
- Christelijke Hogeschool Windesheim (Zwolle)
- Codarts, Hogeschool voor de Kunsten (Rotterdam)
- Design Academy Eindhoven (Eindhoven)
- Fontys Hogescholen (Eindhoven, Tilburg, Venlo, 's-Hertogenbosch, Veghel, Sittard, Roermond, Amsterdam & Wageningen)
- Gereformeerde Hogeschool (Zwolle)
- Gerrit Rietveld Academie (Amsterdam)
- Haagse Hogeschool / Technische Hogeschool Rijswijk (Den Haag, Rijswijk)
- Hanzehogeschool Groningen (Groningen)
- HAS Den Bosch ('s-Hertogenbosch)
- Hogeschool Domstad, katholieke lerarenopleiding basisonderwijs (Utrecht)
- Hogeschool Drenthe (Emmen, Assen & Meppel)
- Hogeschool Driestar educatief (Gouda)
- Hogeschool Edith Stein / Onderwijscentrum Twente (Hengelo)
- Hogeschool Helicon (Zeist)
- Hogeschool INHOLLAND (Alkmaar, Delft, Den Haag, Diemen, Haarlem & Rotterdam)
- Hogeschool IPABO Amsterdam Alkmaar (Amsterdam)
- Hogeschool Larenstein (Velp)
- Hogeschool Leiden (Leiden)
- Hogeschool Rotterdam (Rotterdam)
- Hogeschool Utrecht (Utrecht)
- Hogeschool van Amsterdam (Amsterdam)
- Hogeschool van Arnhem en Nijmegen (Arnhem; HAN)
- Hogeschool van Beeldende Kunsten, Muziek en Dans (Den Haag)
- Hogeschool Van Hall Larenstein (Leeuwarden, Velp & Wageningen)
- Hogeschool voor de Kunsten Utrecht (Utrecht; HKU)
- Hogeschool Zeeland (Vlissingen, Terneuzen)
- Hogeschool Zuyd (Heerlen, Maastricht & Sittard)
- Hotelschool Den Haag (Den Haag)
- Interactum p/a Hogeschool Domstad (Utrecht)
- Iselinge Educatieve faculteit (Doetinchem)
- Katholieke PABO Zwolle (Zwolle)
- NHTV internationale hogeschool Breda (Breda)
- Noordelijke Hogeschool Leeuwarden (Leeuwarden)
- PC Hogeschool Marnix Academie(Utrecht)
- Pedagogische Hogeschool De Kempel (Helmond)
- Saxion Hogescholen (Enschede, Deventer, Apeldoorn)
- Stoas Hogeschool (Dronten, 's-Hertogenbosch, Wageningen)
- Van Hall Instituut (Leeuwarden)

- Christelijke Agrarische Hogeschool (Dronten)
- Hogeschool Diedenoort (Wageningen)
- Hogeschool voor Economische Studies (HES, Amsterdam)

- Azusa theologische hogeschool (Amsterdam)
- B.V. Hogeschool Delta (Deventer)
- Bourdon Hogeschool voor Muziek (Gouda)
- EuroCollege Hogeschool (Rotterdam)
- Instituut Brouwer (Almere)
- ITV Hogeschool voor Tolken en Vertalen (Utrecht)
- HBO Nederland (Arnhem)
- Hogeschool Dirksen B.V. (Arnhem)
- Hogeschool DOC (Alkmaar, Eindhoven, Emmen, Rotterdam)
- Hogeschool GEO (Apeldoorn)
- Hogeschool Hanzesteden (Deventer)
- Hogeschool ISBW B.V. (Utrecht)
- Hogeschool IVA Driebergen (Driebergen)
- Hogeschool KBK (Rotterdam)
- Hogeschool NCOI (Doetinchem, Rotterdam)
- Hogeschool Management Documentaire Informatievoorziening (HMDI, Woerden)
- Hogeschool Notenboom (Eindhoven)
- Hogeschool Praehep (Almere)
- Hogeschool Rens & Rens (Hilversum)
- Hogeschool Schoevers (Den Haag)
- Hogeschool Schumann Akademie (Zwolle)
- Hogeschool Thim van der Laan (Nieuwegein)
- Hogeschool Thorbecke (Almelo)
- Hogeschool Tio (Hengelo)
- Hogeschool West-Nederland voor Vertaler en Tolk (Den Haag)
- Hogeschool Wittenborg (Deventer)
- InterCollege Business School (Den Haag)
- LOI Hogeschool (Leiderdorp)
- Markus Verbeek Opleidingen Stichting Hoger Onderwijs (Amsterdam)
- Nationale Luchtvaart School (Beek)
- NEA Transport Hogeschool (Utrecht)
- NTA-Academie (Groningen)
- Hogeschool NTI (Leiden)
- PBNA-HBO (Arnhem)
- Stichting ABC Hogeschool Dordrecht en Omstreken (Dordrecht)
- Stichting Hieronymus Hogeschool voor Vertalen (Arnhem, Utrecht)
- Stichting Hogere Opleidingen 'Bandoera' (Groningen)
- Stichting Hoger Onderwijs NOVI (Amsterdam)
- Stichting Hoger Onderwijs voor Bedrijfskundige Informatiekunde (Amsterdam)
- Stichting Amsterdamse Balletacademie (Amsterdam)
- TMO, Hogeschool voor Modemanagement (Doorn)